# Zapallar Casas Viejas Airport
Zapallar Casas Viejas Airport är en flygplats i Chile.   Den ligger i provinsen Petorca Province och regionen Región de Valparaíso, i den centrala delen av landet, 120 km nordväst om huvudstaden Santiago de Chile. Zapallar Casas Viejas Airport ligger 94 meter över havet.
Terrängen runt Zapallar Casas Viejas Airport är kuperad åt sydväst, men åt nordost är den platt. Närmaste större samhälle är La Ligua, 19,3 km nordost om Zapallar Casas Viejas Airport. 
I omgivningarna runt Zapallar Casas Viejas Airport växer huvudsakligen savannskog. Runt Zapallar Casas Viejas Airport är det tätbefolkat, med 308 invånare per kvadratkilometer.